# Aanslagen in New York en New Jersey op 17 september 2016
Op zaterdag 17 september 2016 werden bomaanslagen gepleegd in New York en in New Jersey. In New York raakten bij de bomaanslag, die gepleegd werd met behulp van een in een bom veranderde snelkookpan, raakten 29 mensen gewond. Bij de aanslag in Seaside Park in New Jersey vielen geen doden of gewonden. Deze aanslag was naar het zich laat aanzien gericht op een militaire parade. De twee aanslagen hebben vermoedelijk met elkaar te maken.
Twee dagen na de aanslagen werd een verdachte, Ahmad Khan Rahami, aangehouden na een schietpartij met de lokale politie. De gouverneur van New York vermoedde dat aan de aanslagen terroristische motieven ten grondslag lagen.